# UP Langreo
UP Langreo is een Spaanse voetbalclub uit Langreo die uitkomt in de  Segunda División RFEF Grupo I. De club werd in 1961 opgericht en speelt haar thuiswedstrijden in Estadio Ganzábal.
Tijdens het overgangsjaar 2020-2021 kon de ploeg een plaats afdwingen in het nieuw opgerichte Segunda División RFEF.  Tijdens het seizoen 2021-2022 kon de ploeg met een elfde plaats in de eindrangschikking haar behoud bewerkstelligen.

## Bekende (ex-)spelers
- Kily Álvarez
- David Villa
- Michu